# Batyżowiecka Próba
Batyżowiecka Próba (słow. Batizovská próba) – sześciometrowy próg skalny o punkcie kulminacyjnym położonym na wysokości ok. 2250 m n.p.m., znajdujący się w zachodnich zboczach masywu Gerlacha w słowackich Tatrach Wysokich. Batyżowiecka Próba znajduje się powyżej wylotu Batyżowieckiego Żlebu opadającego spod Wyżnich Gerlachowskich Wrótek w kierunku Doliny Batyżowieckiej. Ścieżka prowadząca przez Batyżowiecką Próbę na główny wierzchołek Gerlacha nie jest obecnie znakowana, używana jest najczęściej podczas schodzenia.

## Historia
W 1880 roku MKE założyło na ścieżce przez Batyżowiecką Próbę 18 klamer. W następnych latach dodano na niej łańcuchy, potem ich liczbę znacznie zwiększono. Droga ta była dawniej znakowana, obecnie dostępna jest jedynie z uprawnionym przewodnikiem.
Pierwszego przejścia przez Batyżowiecką Próbę dokonali w 1875 r. przewodnicy Ján Pastrnák i Ján Ruman Driečny (młodszy). Pierwszego wejścia z Doliny Batyżowieckiej przez Batyżowiecką Próbę na Zadni Gerlach dokonał w 1876 r. czeski taternik Viktor Lorenc z J. Rumanem, natomiast pierwszego wejścia przez Batyżowiecką Próbę na Gierlach – ten sam V. Lorenc z obydwoma wyżej wymienionymi przewodnikami w 1877 r. Pierwsze zimowe przejście Batyżowieckiej Próby (podczas schodzenia z Gerlacha) należy do Janusza Chmielowskiego, Károlya Jordána, Klemensa Bachledy, Johanna Franza seniora i Paula Spitzkopfa, którzy dokonali tego 15 stycznia 1905 r.

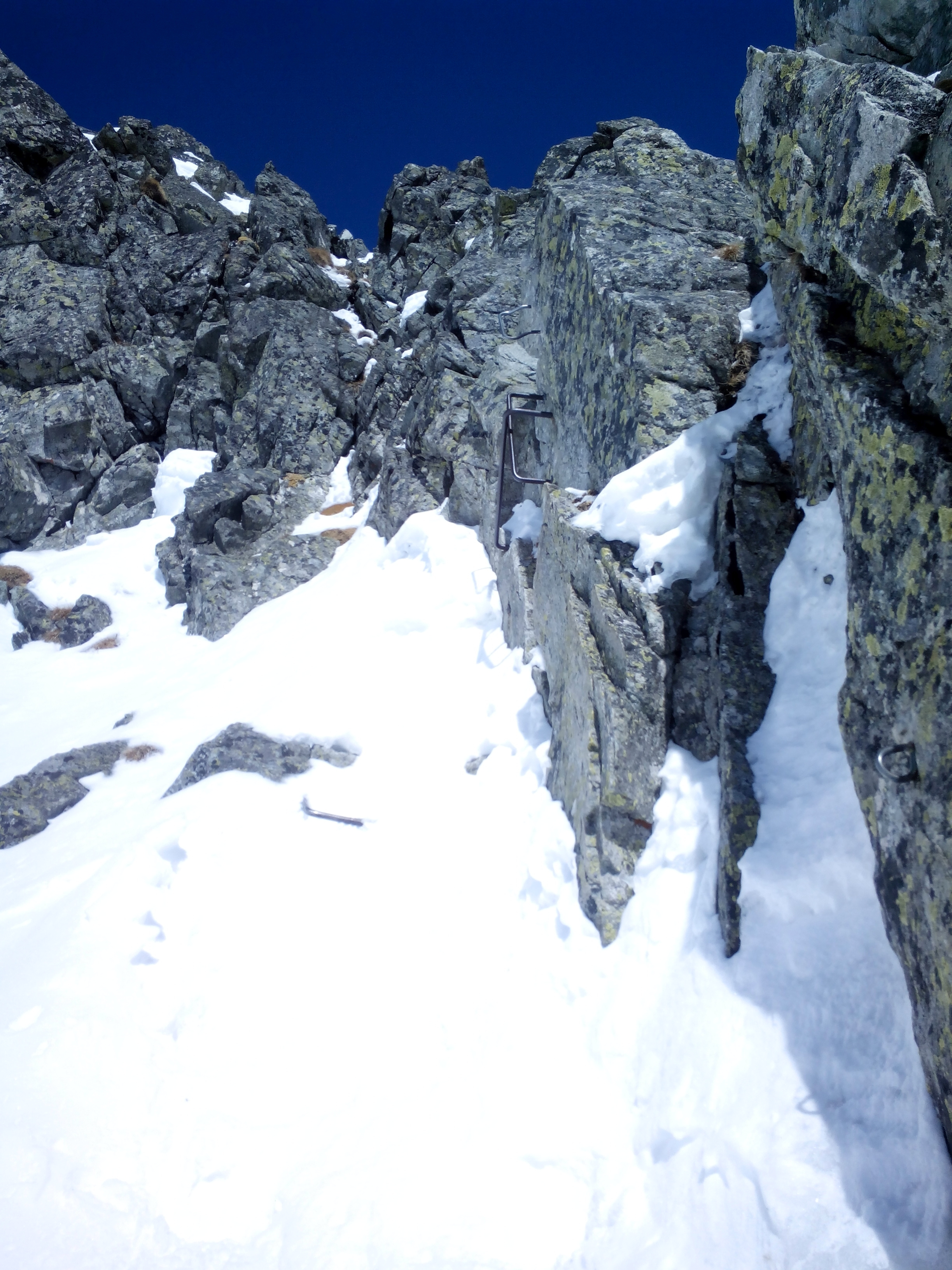
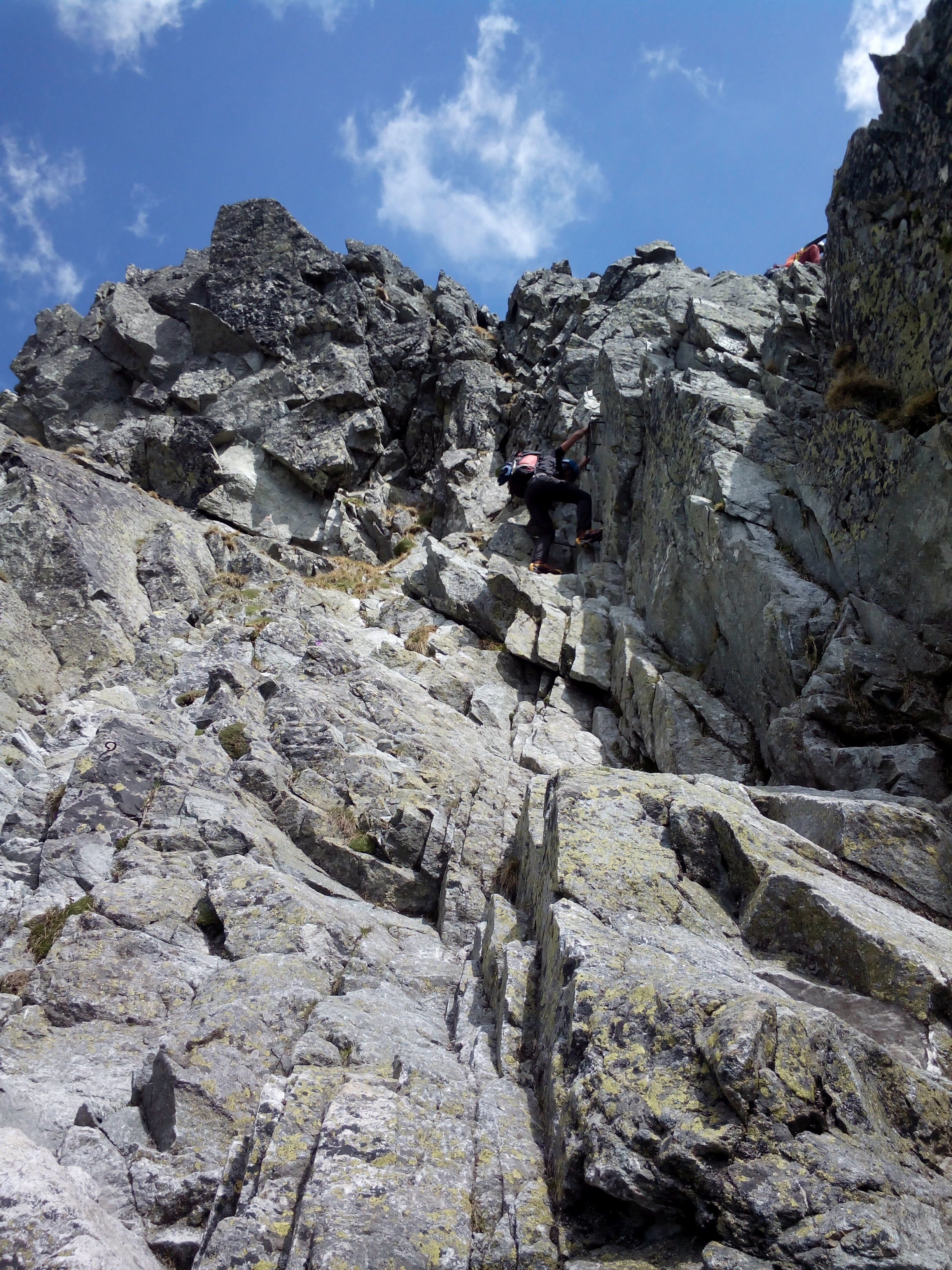
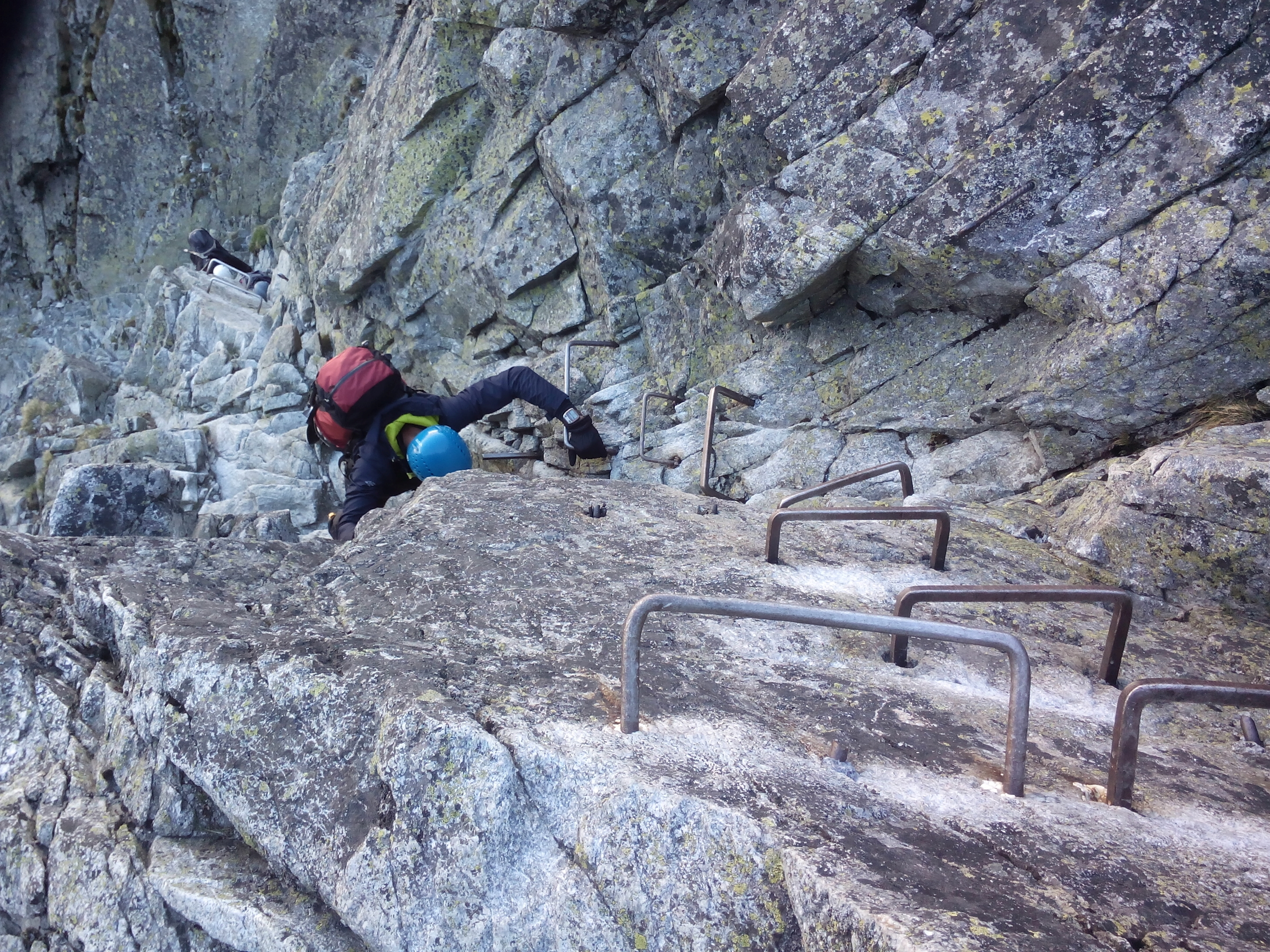